# Brachyotum rosmarinifolium
Brachyotum rosmarinifolium är en tvåhjärtbladig växtart som först beskrevs av Hipólito Ruiz López och Pav., och fick sitt nu gällande namn av José Jéronimo Triana. Brachyotum rosmarinifolium ingår i släktet Brachyotum och familjen Melastomataceae. Inga underarter finns listade i Catalogue of Life.